# Olaf Thon
Pour les articles homonymes, voir Thon (homonymie).
Olaf Thon est un footballeur allemand né le 1er mai 1966 à Gelsenkirchen. Il évoluait au poste de milieu de terrain et de libéro.
Ce milieu de terrain offensif fut pendant sa carrière, l'une des figures majeures de la Bundesliga. Il y jouera pendant 18 saisons, uniquement dans deux clubs: Schalke 04 et le Bayern Munich. Il a aussi fait partie de l'équipe de RFA qui a gagné la Coupe du monde en 1990.

## Biographie
Olaf Thon a débuté en 1983 à Schalke 04 le club de Gelsenkirchen, ville où il est né. Il joue en Bundesliga 2 mais accède dès la saison suivante en Bundesliga 1. Espoir talentueux à ses débuts, il est sélectionné dès sa première année en Bundesliga, en équipe nationale, à 18 ans. Il devient rapidement un cadre majeur de son équipe Schalke 04 et est régulièrement appelé en sélection. Pendant quatre saisons, il joue 129 matchs et marque 42 buts avec le club de Gelsenkirchen. Avec la Mannschaft, il participe à la Coupe du monde 1986 et à l'Euro 1988. En 1988, il rejoint les rangs du Bayern Munich pour six saisons.
C'est sous les couleurs du Bayern qu'il remporte ses trois titres de Champion d'Allemagne en 1989, 1990 et 1994. En 1990, il fait partie de la sélection allemande qui dispute la Coupe du monde en Italie. Olaf Thon n'est pas titulaire, mais joue tout de même 2 matchs. La RFA sera championne du monde en battant l'Argentine en finale. 
À partir de 1992, il n'est plus retenu par le sélectionneur Berti Vogts, avec qui il est en froid. Reconverti libéro, il retourne à Schalke 04 en 1994 où il entame une nouvelle carrière, à un nouveau poste. Devenu un joueur vétéran, il mène son équipe à la victoire en Coupe UEFA en 1997.  
La même année, il est rappelé en sélection nationale pour pallier l'absence du libéro titulaire, Matthias Sammer, gravement blessé. La Coupe du monde 1998 sera la dernière compétition internationale qu'il disputera avec la Mannschaft. Il prendra sa retraite internationale à l'issue du tournoi.
Il consacrera les dernières années de sa carrière professionnelle à son club, où son expérience va lui permettre de se maintenir comme titulaire et comme mentor des joueurs. Il raccrochera définitivement les crampons lors de la saison 2001/2002, alors qu'il ne joue pratiquement plus avec l'équipe.
Après sa carrière de joueur, il reste à Schalke 04 de 2005 à 2008, faisant partie du conseil d'administration, puis s'occupant de la section marketing avant de quitter le club en juillet 2009. Dans la foulée, il sera entraineur du VfB Hüls, un club au cinquième niveau du football allemand, dont il prend congé au bout d'un an et demi. En 2012, Olaf Thon revient à Schalke 04, et depuis 2015 s'occupe de l'équipe des anciennes gloires du club. À côté de ses activités au club, il intervient également dans les médias, comme commentateur ou expert technique et écrit des articles pour le magazine Kicker.

## Carrière

### Jeunesse
- 1972-1980 : STV Horst-Emscher  Allemagne
- 1980-1983 : Schalke 04  Allemagne

### Professionnel
- 1984-1988 : Schalke 04  Allemagne
- 1988-1994 : Bayern Munich  Allemagne
- 1994-2002 : Schalke 04  Allemagne[1]

## Palmarès

### En club
- Schalke 04 :
  - Vainqueur de la Coupe de l'UEFA en 1997.
  - Vainqueur de la Coupe d'Allemagne en 2001.
  - Vainqueur de la Coupe de la ligue en 2001.
  - Vice-champion de Bundesliga en 2001.
- Bayern de Munich :
  - Champion de Bundesliga en 1989, 1990 et 1994.
  - Vice-champion de Bundesliga en 1991 et 1993.

### En sélection
- Allemagne :
  - Vainqueur de la Coupe du Monde en 1990.